# Liste Publikumspreis der Marler Gruppe

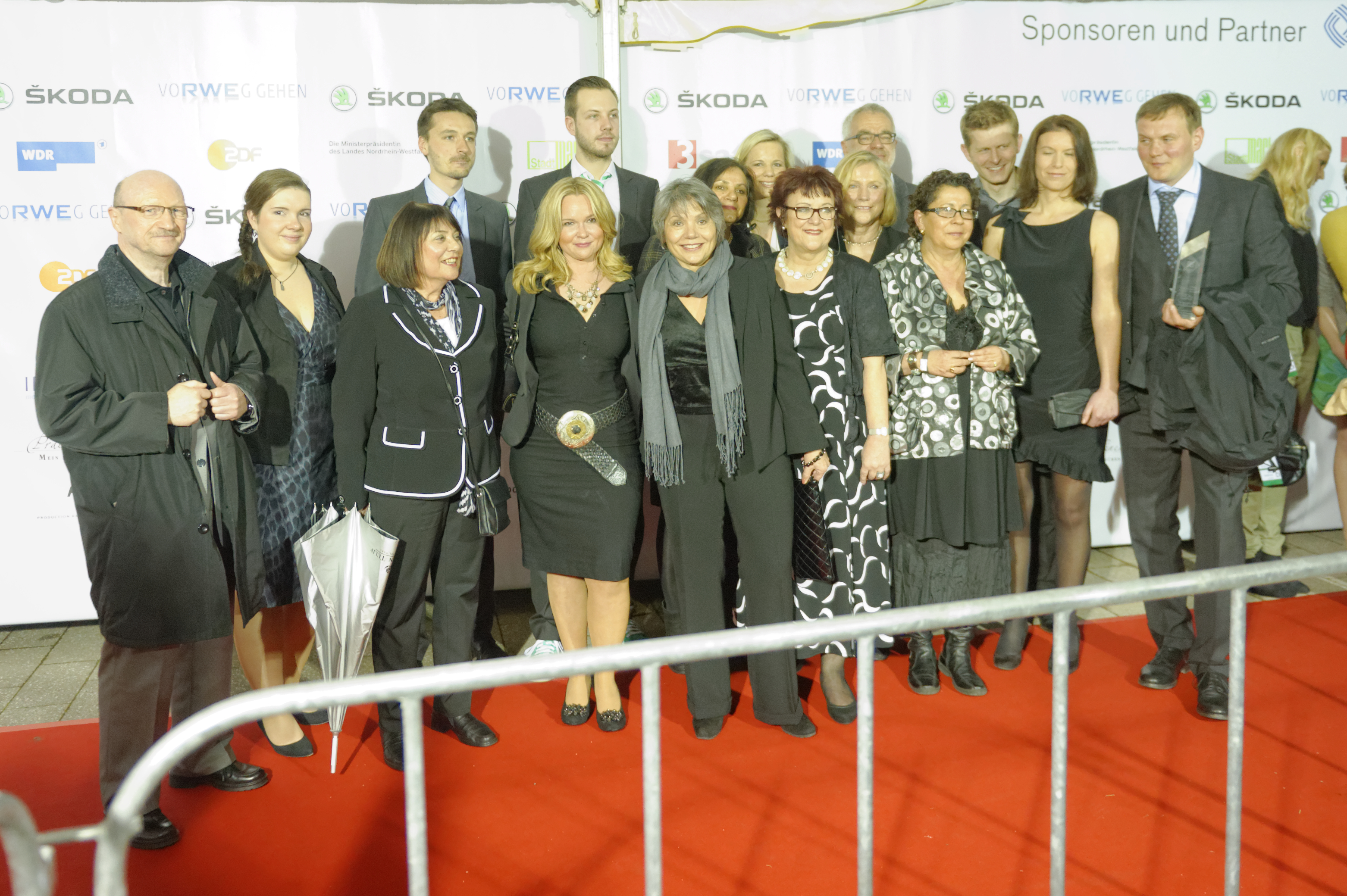
Die Marler Gruppe bei der Verleihung des Grimme-Preises 2013 mit Devid Striesow, dem Gewinner des Publikumspreises

Der Publikumspreis der Marler Gruppe wird jährlich von der Marler Gruppe verliehen. Er wird im Rahmen der Preisverleihung zum  Grimme-Preis übergeben.